# Світлана Лавочкіна
Світлана Лавочкіна (англ. Svetlana Lavochkina; нар. 1973, Запоріжжя, УРСР) — українська письменниця і літературна перекладачка. Живе в Лейпцигу. Мова її літературної творчості — англійська. Стала знана в Німеччині завдяки перекладу дебютного роману «Спадкоємці Пушкіна». Лавреатка низки літературних премій.

## Біографія
Народилася в Запоріжжі, була єдиною дитиною в сім'ї. Мама працювала викладачем фортепіано, батько інженером і фотографом. У середині 1990-х років закінчила Горлівський інститут іноземних мов. У 26 років завагітніла і разом з чоловіком переїхала до Німеччини як біженці-євреї. Могли оселитися в Дрездені, Хемніці, але вибрали Лейпциг.
За її власними словами, їй довелося виробити «нову ідентичність» у Німеччині. Більшість євреїв в Україні пристосувалися до радянського способу життя з 1960-х років після другої хвилі чисток Сталіна, які в основному спрямовувались проти євреїв. Батьки Лавочкіної не були особливо релігійними, але традиційні страви подавали на такі свята, як Песах і єврейський Новий рік. У дитинстві вперше дізналася від бабусі, що вони євреї. За наполяганням бабусі навчалася в школі з поглибленим вивченням англійської мови, незвичайну для радянської дитини того часу, тому англійська стала її другою мовою і створювала дистанцію від оточення. У дитинстві не відчувала антисемітизму. Себе вважає громадянкою світу і пишається своїм єврейським походженням. Належить до єврейської громади Лейпцига. Навчила своїх двох синів, що означає бути євреєм.
Окрім роботи письменниці та перекладачки, працює вчителем англійської мови у Вальдорфській школі в Лейпцигу та пише для англомовного міжнародного літературного журналу «LeipGlo».

## Творчий доробок
Перекладала українську та російську поезію англійською мовою. Авторка оповідань і віршів, які публікувалися в британських й американських антологіях і літературних журналах. Її успіх як письменниці розпочався з роману «Княгиня греблі». Повість 2013 року отримала другу премію на літературному конкурсі паризької книгарні Shakespeare and Company. Роман є частиною її дебютного роману «Спадкоємці Пушкіна». Оригінальна назва походить від англійського написання Запоріжжя, сонного міста на Дніпрі на початку ХХ століття, де, як кажуть, російський поет Олександр Пушкін втратив дорогий перстень під час купання в річці.
Дія роману «Спадкоємці Пушкіна», який вийшов у німецькому перекладі Діани Феєрбах, — Запоріжжя 1970-х років. Лавочкіна описує співіснування російських, українських, єврейських, козацьких і ромських родин як «гармонійне, але зі всілякими словесними перепалками», повне щирих жартів, у центрі дії — єврейські родини Вінтер, Кноблаух і Кац. Рецензент FAZ Крістіане Пельманн написала, що Лавочкіна відстежує настрої брежнєвської епохи, яка характеризувалася понурістю та буржуазністю, і протягує їх «крізь какао». Антисемітизм, зневага до жінок, велике мовчання про сталінську епоху і деградацію провінції фіксує в «барвистій картині». Під розважальною поверхнею роман — серйозна історія про зруйновані мрії та життєві плани.
2020 року вийшов роман-поема «Карбон», який претендував на здобуття премії «Крилатий Лев».

### Романи
- Dam Duchess (Novella). Whiskey Tit, Rochester 2017, ISBN 978-0-9996215-5-4.
  - Die rote Herzogin. Translated into German by Diana Feuerbach. Voland und Quist Press, Berlin/Dresden 2022, ISBN 978-3-86391-323-6.
- Zap (Novel). Whiskey Tit, Rochester 2017, ISBN 978-0-9967646-7-4.
  - Puschkins Erben. Translated into German by Diana Feuerbach. Voland und Quist Press, Berlin/Dresden 2019, ISBN 978-3-86391-242-0.
- Carbon. Songs of Crafts (Novel in Verse). Lost Horse Press, Sandpoint 2020, ISBN 978-1-7333400-4-5.
  - Carbon. Ein Lied von Donezk. Translated into German by Diana Feuerbach. Voland und Quist Press, Berlin/Dresden 2024, ISBN 978-3-86391-405-9.

### Переклади
З української на англійську:
- Скрипка з того берега (Eine Geige vom anderen Flussufer von Дмитро Кремінь). Lost Horse Press, Вашингтон 2023, ISBN 979-8-9865715-3-9[15]
- Apricots of Donbas (Абрикоси Донбасу Любов Якимчук), нове двомовне видання, українською та англійською, переклади Оксани Максимчук, Макса Росочинського, Світлани Лавочкіної, Lost Horse Press (=Серія сучасної української поезії, том 7), Sandpoint 2015, ISBN 978 -1-7364323-1-0[16].

### Переклади в антологіях
- The White Chalk of Days. The Contemporary Ukrainian Literature Series Anthology, edited by Mark Andryczyk. Academic Studies Press (=Reihe Ukrainian Studies), Boston 2017, ISBN 978-1-61811-662-8, pp. 320—343.
- Words for War. New Poems from Ukraine, edited by Oksana Maksymchuk and Max Rosochinsky. Academic Studies Press, Boston 2017, ISBN 978-1-61811-666-6, pp. 19–24, 155, 160.
- Quiet Spiders of the Hidden Soul: Mykola (Nik) Bazhan's Early Experimental Poetry (Ukrainian Studies), edited by Oksana Rosenblum and Lev Fridman. Academic Studies Press, Boston 2020, ISBN 978-1-64469-394-0, pp. 2–10, 32, 34, 122—132.